# Opération Tidal Wave
Pour les articles homonymes, voir Tidal.
Bombardements en Roumanie pendant la Seconde Guerre mondiale
L’opération Tidal Wave (en français : raz-de-marée) est un bombardement stratégique de grande envergure effectué depuis Benghazi en Libye par l’USAAF, le 1er août 1943, contre le complexe pétrolier roumain de Ploiești, lequel était la principale source de carburant pour les forces allemandes, dans le cadre de la campagne de bombardements stratégiques alliés contre les ressources pétrolières de l'Axe. 
Cette opération, deuxième incursion d’envergure de l’USAAF sur l’Europe, se traduisit par de lourdes pertes, malgré un certain succès dans les objectifs. Elle mit en évidence pour les Allemands certaines faiblesses dans leurs défenses et préfigure les combats d’envergure qui suivront en Roumanie l’année suivante, lorsque la 15th USAAF entamera une campagne de bombardements stratégiques qu’elle mènera à terme. Bien que taxée d'échec — à cause de ses lourdes pertes — cette mission demeure exceptionnelle sur bien des points, d’autant plus que certains mystères subsistent encore au début du XXIe siècle.

## Contexte
L'approvisionnement en pétrole, comme lors de la Première Guerre mondiale, est un des points faibles de l'Allemagne. La guerre à l'Ouest la prive de ses sources habituelles (États-Unis et Indes occidentales néerlandaises). La production des États-Unis représente alors 61 % de la production mondiale. Les champs pétrolifères roumains sont le seul gisement important à portée du Reich. Dès 1938, l'Allemagne va s'employer à évincer Français et Britanniques et à placer l'économie roumaine et ses ressources sous la tutelle du Reich.
À l’issue de la Première Guerre mondiale et après l’indépendance de nouvelles nations européennes, la Roumanie regroupe presque tous les territoires habités par des roumanophones, et les réformes agraire et constitutionnelle des années 1921-1933 ont atténué de démocratie parlementaire une monarchie plutôt conservatrice, qui à partir de février 1938 s’efforce de contrôler, y compris par la force, les diverses formations politiques, mais ne peut imposer son autorité ni aux communistes, ni au parti de l’extrême droite, la Garde de fer dirigée par Corneliu Codreanu, que le roi Carol II fait exécuter le 29 novembre 1938. La France avait garanti les frontières roumaines le 13 mai 1939, mais après la défaite française de juin 1940, Carol II cède aux pressions allemandes, nomme un gouvernement pro-allemand et, sur les instances de  l’ambassadeur allemand von Killinger, laisse l’URSS (alors liée à l'Allemagne nazie par le Pacte germano-soviétique) occuper la Bessarabie et la Bucovine du nord le 28 juin 1940. Devant le mécontentement général suscité par sa faiblesse, Carol II subit un coup d’état de la part du général fascisant Ion Antonescu qui le force à abdiquer en faveur de son fils Mihail et à quitter définitivement le pays.
En janvier 1941, la Garde de fer fomente à son tour un coup d’État contre Ion Antonescu, mais Adolf Hitler ne fait pas confiance à ces fanatiques chrétiens et nationalistes roumains, auxquels il préfère un militaire pragmatique, un « homme fort » qui espère reprendre à l’URSS les territoires cédés par Carol II, quitte à s’allier au Troisième Reich, puissance industrielle à même de rééquiper de matériel moderne l’armée roumaine, en échange de livraisons de carburant. La Garde de fer se fait massacrer entre le 21 et le 23 janvier 1941 tandis que les troupes allemandes débarquent, d’abord composées d’instructeurs puis, après l’entrée en guerre de la Roumanie lors de Barbarossa, de soldats, notamment des servants de flak et des aviateurs de la Luftwaffe.
Après l’attaque nazie contre l’URSS et la fin des livraisons de carburant soviétique à l’Allemagne nazie, l’approvisionnement en carburant du Reich va dépendre de la Roumanie à 98,6 %.

## Ploiești et ses défenses
Le principal complexe pétrolifère se trouve dans la région de Ploiești, érigé à grands frais à l’aide d’investisseurs étrangers, notamment américains, néerlandais, français et italiens. Quarante-deux raffineries, rassemblées en huit grands complexes, furent ainsi bâties autour de la ville de Ploiești à partir de 1919.
La maréchal Ion Antonescu, dont le pouvoir est mal assuré, demande une aide militaire à Adolf Hitler dès sa prise de pouvoir car l’opinion lui est en majorité hostile (à la suite de la dureté de l’occupation allemande pendant la Première Guerre mondiale, elle est restée profondément anti-allemande et favorable aux Alliés). Par ailleurs, Antonescu cherche à séduire le commandement de l’armée : l’objectif principal de sa demande d’aide militaire est de moderniser les forces roumaines. La Roumanie conserve donc une certaine indépendance par rapport au Troisième Reich et n’est initialement pas en guerre contre les Alliés occidentaux, qui ne lui déclareront la guerre qu’en février 1942, soit 8 mois après le début de la guerre contre l’URSS. Conscient que la Roumanie est le talon d’Achille de la logistique allemande, Adolf Hitler décide de renforcer au plus vite ses défenses. Le 10 octobre 1940, les premiers militaires allemands arrivent en Roumanie sous le couvert d’assistance militaire. C’est la Deutsche Luftwaffe Mission in Rumänien (DLM), dirigée par le général Wilhelm Speidel, et par le colonel Alfred Gerstenberg (de) attaché de l’air à l’ambassade d’Allemagne en Roumanie.
Il fallut attendre une première série d’attaques soviétiques (3 bombardements sur Ploiești) pour que les premiers renforts allemands arrivent. Une seconde vague de renforts arriva à la suite du bombardement américain du 12 juin 1942 lors du projet Halverson no 63 (HALPRO). Les moyens de la mission du 12 juin 1942 étaient destinés à l’origine à un bombardement du Japon à partir de la Chine mais après la prise de l’aérodrome de Benghazi en Libye, le général Hap Arnold ordonna le bombardement des raffineries de Ploiești, afin de frapper les sources d’hydrocarbures du Reich. Ce fut la toute première attaque américaine sur le sol européen. Entre-temps, la DLM n’ayant plus lieu d’être fut dissoute (janvier 1942) et le général Wilhelm Speidel fut réaffecté. Le général Alfred Gerstenberg fut nommé Commandant en chef de l’aviation militaire allemande en Roumanie (Kommandierender General und Befehlshaber der Deutschen Luftwaffe in Rumänien) du 15 février 1942 au 27 août 1944. Gerstenberg renforça les défenses du site de Ploiești en hommes et en matériels et organisa des manœuvres, profitant du calme de la zone au début de la guerre.
Les défenses de Ploiești étaient constituées de :
- La Flak comptant deux lignes de défense, l’une à 3 km des raffineries, l’autre à 15 km. Un commandement unique pour la DCA du secteur pétrolier de Ploiești fut créé et dirigé par le général Julius Kuderna de la Cinquième Flak-Division. Du fait de la création d’un commandement unique, le général Julius Kuderna eut sous ses ordres la 5. Flak-Division mais aussi des unités roumaines de lutte antiaérienne. Les canons allemands à eux seuls formaient 42 batteries (5 de 20 mm et 37 mm, 32 de 88 mm et 5 de 105/128 mm). L’Axe disposait aussi de deux trains de flak. Les canons roumains comptaient 40 batteries. Une autre source mentionne le nombre de 237 canons de tous calibres[9]. Ce dispositif était complété par 58 ballons avec une charge explosive et près de 1 000 projecteurs de fumée ; l’ensemble était guidé par 16 stations radar de type « Freya » et « Würzburg »[10].
- L’aviation se composait du I. Gruppe de la Jagdgeschwader 4 allemande (sur Bf 109) dont 1 escadrille est roumaine ayant 2 désignations officielles, 1 allemande (IV./JG 4) et 1 roumaine (Escadrila 53 Vânătoare)[11], du IV. Gruppe de la Nachtjagdgeschwader 6 (sur Bf 110) dont 1 escadrille est roumaine ayant 2 désignations officielles, 1 allemande (12./NJG 6) et 1 roumaine (Escadrila 51 Vânătoare de Noapte) et d’au moins 5 escadrilles roumaines (45, 52, 59, 61 et 62 Escadrila Vânătoare) équipées d’IAR-80, avion relativement moderne qui fera ses preuves lors de ce combat.
- Afin de préserver au maximum les raffineries en cas de bombardement et d'éviter la propagation du feu, des murs et 500 pompiers allemands sont placés à Ploiești[12].

## L’opération: causes et préparations
Les succès de la stratégie anglo-américaine de 1942 (débarquement en Afrique du Nord et les victoires dans la Première bataille d'El Alamein et la Seconde bataille d'El Alamein) ont amené les Alliés à réfléchir sur la conduite des futures opérations . 
Une conférence fut organisée avec les Alliés (États-Unis, Royaume-Uni, Comité national français et Union soviétique mais celle-ci déclina l’invitation) afin de définir en commun la poursuite de la guerre. Cette conférence, plus connue sous le nom de conférence de Casablanca, se tînt au Maroc en janvier 1943 en présence de Roosevelt, de Churchill et pour le Comité national français, du général de Gaulle et du général Giraud. Les Britanniques, malgré leur réticence à ouvrir un second front, souhaitaient, si un débarquement s’avérait nécessaire, l’opérer dans les Balkans pour occuper un maximum de pays avant que Staline ne s’en empare. Les Américains, quant à eux, souhaitaient débarquer en Europe occidentale et laisser Staline « libérer » l'Europe orientale (y compris des pays alliés comme la Pologne).
Toutefois, dans la guerre aérienne, il incombait aux Britanniques et aux Américains de mener rapidement des opérations contre les pétroles de Ploiești, ne serait-ce que pour assister indirectement l’Armée rouge, durement engagée dans de sanglants combats sur son territoire.
Un compromis fut donc choisi : débarquer « entre les deux » en Sicile et puis en Italie continentale. L’idée d’un bombardement de grande ampleur sur le pétrole roumain naquit à cette occasion. L’intérêt d’une telle mission était de couper l’approvisionnement de carburant de l'Allemagne à sa source afin de causer de graves difficultés à l’ensemble de ses armées, que ce soit l’aviation ou la Wehrmacht encore très puissante à l’époque, malgré ses revers en URSS.
Pour cette opération, pas moins de cinq groupes de bombardement furent désignés, soit en tout près de 200 avions (bombardiers lourds Consolidated B-24 Liberator). La mission allait être effectuée par la 9th Air Force présente dans le désert libyen, renforcée à l’occasion par une partie de la 8th Air Force, basée jusqu’alors en Grande-Bretagne.
Pour « motiver » les équipages participant à cette attaque, on leur affirmera que ce seul raid suffirait pour « réduire la guerre de six mois ». Si cette affirmation était sans doute surfaite, il ne faisait aucun doute cependant que la pénurie de carburant se ferait cruellement sentir, au moins pendant un temps, dans toute l’Allemagne nazie.
Cette mission fut préparée dans le plus grand secret, les équipages multipliant les exercices sur des reproductions des objectifs improvisées dans le désert. La mission, nom de code Tidal Wave, allait être exceptionnelle, tant par sa durée, onze heures, soit la limite de l’autonomie des bombardiers, que par ses objectifs, d’importance vitale. De plus, pour éviter la détection, les appareils devraient voler en rase-mottes (pratiquement une première pour un bombardement stratégique) au-dessus d'une zone fortement défendue.

### Unités[15]
- 9th USAAF
  - 47 B-24 du 98th Bombardment Group (Heavy) (Pyramiders), Col. John R. Kane°
  - 29 B-24 du 376th Bombardment Group (Heavy) (Liberandos), Col. Keith K. Compton°°
- 8th USAAF
  - 37 B-24 du 44th Bombardment Group (Heavy) (Flying Eight Balls), Col. Leon W. Johnson°
  - 39 B-24 du 93rd Bombardment Group (Heavy) (Ted's Timberlake's Travelling Circus), Lt.Col. Addison E. Baker°✝, Maj. John L. Jerstad°✝
  - 26 B-24 du 389th Bombardment Group (Heavy) (Sky Scorpions), Col. Jack W. Wood°°, 2nd Lt. Lloyd Herbert Hughes°✝

°Récipiendaire de la Medal of Honor
°°Récipiendaire de la Distinguished Service Cross
✝Mort au combat

### Objectifs[16]
| White I   | Ploiești | Româno-Americană                   | 376th Bombardment Group (Heavy) (Liberandos)                                    | Berka II |
| White II  | Ploiesti | Concordia Vega                     | 93rd Bombardment Group (Heavy) (Ted's Timberlake's Travelling Circus) Section A | Terria   |
| White III | Ploiesti | Standard Petrol et Unirea Speranţa | 93rd Bombardment Group (Heavy) (Ted's Timberlake's Travelling Circus) Section B | Terria   |
| White IV  | Ploiesti | Astra Română et Unirea Orion       | 98th Bombardment Group (Heavy) (Pyramiders)                                     | Lete     |
| White V   | Ploiesti | Columbia Aquila                    | 44th Bombardment Group (Heavy) (Flying Eight Balls) Section A                   | Benina   |
| Blue      | Brazi    | Creditul Minier                    | 44th Bombardment Group (Heavy) (Flying Eight Balls) Section B                   | Benina   |
| Red       | Câmpina  | Steaua Română                      | 389th Bombardment Group (Heavy) (Sky Scorpions)                                 | Berka IV |

## L’opération: déroulement

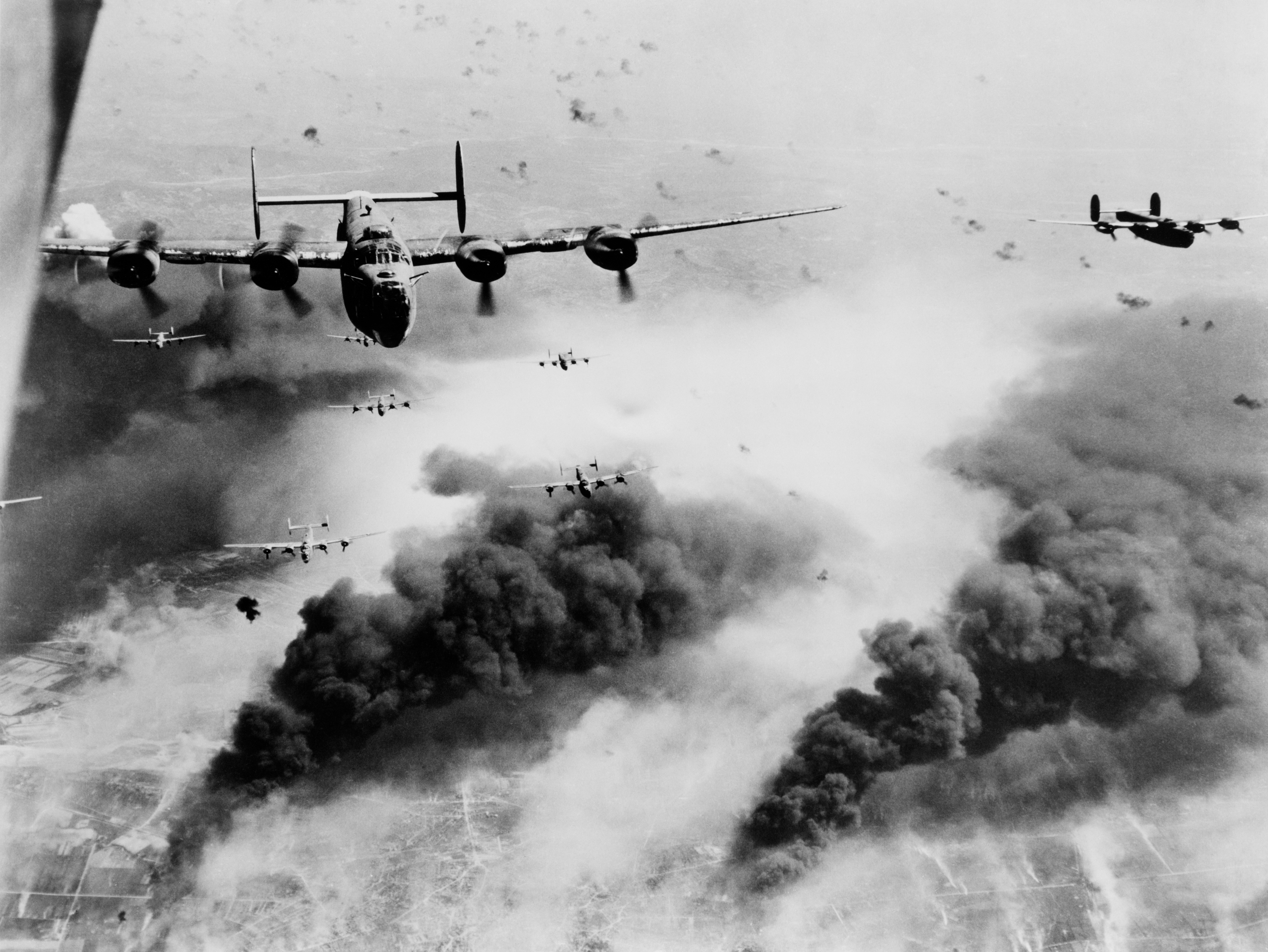
Les B-24 de la 15th USAAF au-dessus de Ploiești.

Ce dimanche 1er août 1943, par une chaleur écrasante, les équipages américains s’apprêtent pour leur mission. Les mécaniciens doivent préparer 178 avions, chargés chacun de 12 000 litres de carburant et de deux tonnes de bombes. Bien vite cependant, tout ne se déroule pas comme prévu : un appareil s’écrase au décollage, un autre peu après en Méditerranée et une douzaine doivent faire demi-tour prématurément à cause de divers problèmes. Lorsque les 165 avions restants arrivent sur les Balkans, ils sont interceptés par deux escadrilles de l’aviation bulgare qui ne peuvent pas les atteindre mais signalent leur présence. Les nuages sur les montagnes vont alors scinder la formation, deux groupes (376th et 93rd) passant au-dessus, les trois autres continuant à l’altitude prévue.
Lors de l’arrivée en Roumanie se produit un incident qui alimente encore la polémique aujourd’hui[Quand ?]. En effet, la formation de tête, guidée par le 376th Bombardment Group, censée attaquer la raffinerie (construite grâce à des investissements américains), vire trop tôt, entraînant à sa suite deux autres groupes.
L’avion de tête semble s’être trompé, les autres s’en rendant compte rapidement comme le prouvent les rapports officiels des équipages, mais ils suivent malgré tout leur chef. Les responsables américains furent longtemps « ennuyés » par ce « détail » et la propagande allemande se saisit bien vite de l’affaire.
L’opération se poursuit donc dans la plus grande confusion, les appareils de trois groupes ne trouvant plus leurs objectifs assignés. Si le complexe de Ploiești est atteint par tous, les bombes tombent un peu au hasard. La défense semble se réveiller à ce moment mais souffre d’un grave problème : en ce dimanche, seules les unités de garde sont présentes, que ce soit au niveau de la flak ou de l’aviation. De plus, 250 des 750 projecteurs de fumées sont en maintenance, de même qu’une quinzaine de ballons (sur 58). Cependant, toutes incomplètes qu’elles furent, les défenses accomplirent leur mission. Les avions de chasse roumains IAR-80 de garde furent vite épaulés par des Bf 109 et même par des Bf 110 de chasse de nuit, rajoutant à la furie des combats.
À ce moment surviennent les deux groupes de bombardiers ayant survolé les nuages et qui eux n’avaient pas commis l’erreur de navigation de leurs homologues. Leur arrivée rajoute encore à la confusion et bien peu d’avions bombardent leurs cibles pré-désignées. Une fois leur mission accomplie, les appareils n’en sont pas quittes pour autant : nombre sont endommagés par la DCA ou les chasseurs ennemis.
Le vol de retour est bien long, ponctué par quelques rencontres : d’abord les avions bulgares, des Avia obsolètes, mais cette fois bien placés pour une rapide interception qui semble causer une perte parmi les avions américains. Ensuite, c’est au tour de la 610e escadrille bulgare, équipée, elle, de modernes Bf 109 G-6, et qui causera deux pertes. Enfin, alors que les B-24 pénètrent l’espace aérien de la Grèce occupée, ils sont pris à partie par l'escadrille de chasse allemande IV./JG 27, perdant quatre des leurs.

## Bilan
| White I: Româno-Americană                     | 376th Bombardment Group (Heavy) (Liberandos)                                    | / | /                                                              |
| White II: Concordia Vega                      | 93rd Bombardment Group (Heavy) (Ted's Timberlake's Travelling Circus) Section A | 376th Bombardment Group (Heavy) (Liberandos) | 40 % de la capacité de raffinage détruite.                     |
| White III: Standard Petrol et Unirea Speranţa | 93rd Bombardment Group (Heavy) (Ted's Timberlake's Travelling Circus) Section B | / | /                                                              |
| White IV: Astra Română                        | 98th Bombardment Group (Heavy) (Pyramiders)                                     | 93rd Bombardment Group (Heavy) (Ted's Timberlake's Travelling Circus) Section B et 98th Bombardment Group (Heavy) (Pyramiders)                   | Destruction à 50 % de la raffinerie.                           |
| White V: Columbia Aquila                      | 44th Bombardment Group (Heavy) (Flying Eight Balls) Section A                   | 93rd Bombardment Group (Heavy) (Ted's Timberlake's Travelling Circus) Section A et 44th Bombardment Group (Heavy) (Flying Eight Balls) Section A | Interruption de production pendant 11 mois.                    |
| Blue: Creditul Minier                         | 44th Bombardment Group (Heavy) (Flying Eight Balls) Section B                   | 44th Bombardment Group (Heavy) (Flying Eight Balls) Section B                                                                                    | Interruption totale de production pendant le reste du conflit. |
| Red: Steaua Română                            | 389th Bombardment Group (Heavy) (Sky Scorpions)                                 | 389th Bombardment Group (Heavy) (Sky Scorpions)                                                                                                  | Destruction totale, reprise de la production 6 ans plus tard.  |

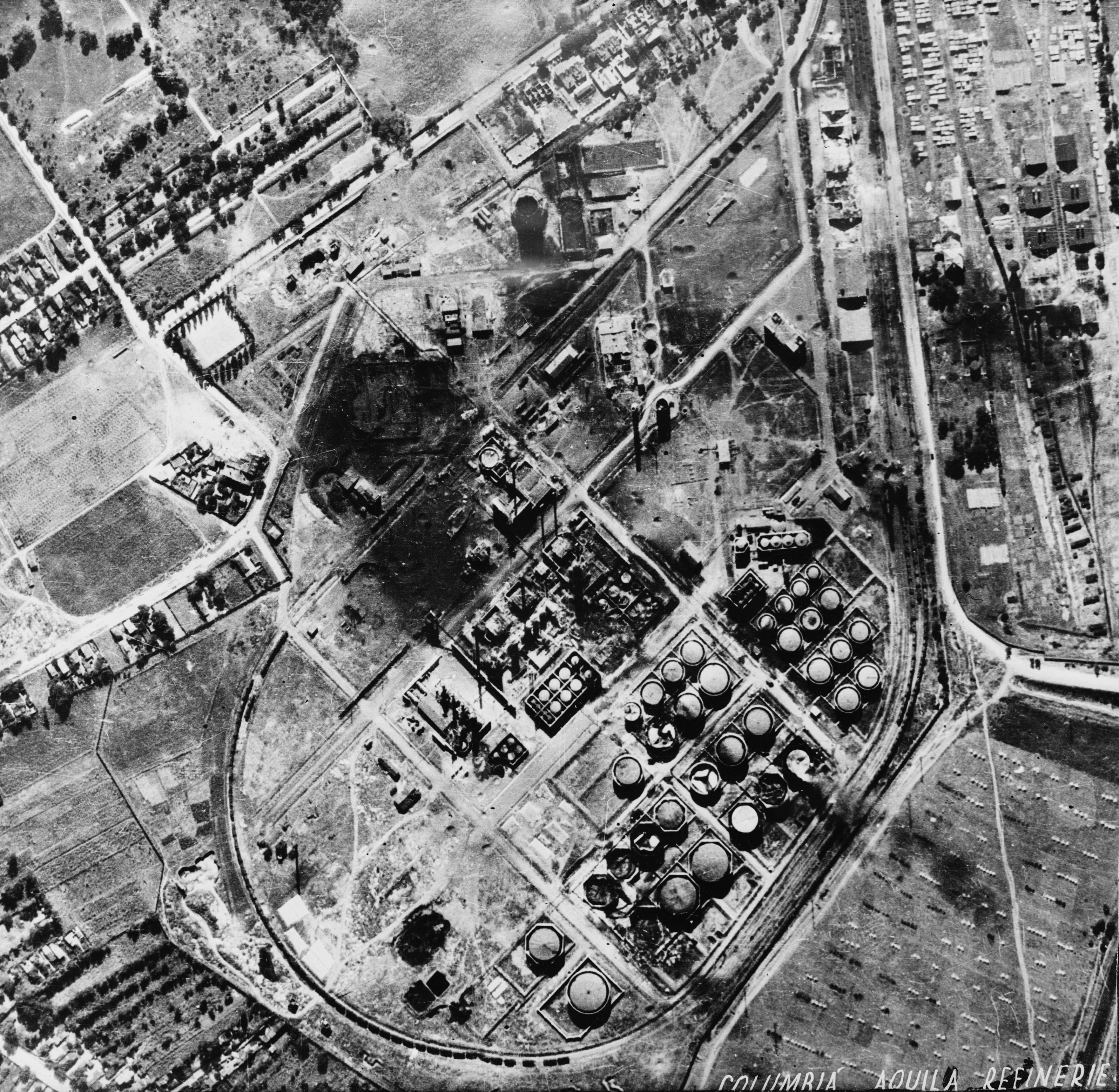
La raffinerie Columbia Aquila à Ploieşti après le bombardement.

Le sort des avions américains est varié : certains regagnent l’Afrique (88, dont seulement 33 en bon état), d’autres la Sicile, Chypre ou Malte (23 en tout). 8 autres sont internés en Turquie (neutre). Parmi les avions perdus, 36 tombent en Roumanie, 8 s’écrasent en Bulgarie (6 étant abattus par la chasse locale) et deux sont perdus sur accident à l’aller ; soit 45 pertes en combat, 58 toutes causes confondues, c’est-à-dire 32,5 % des effectifs engagés ; ou encore 302 tués parmi les équipages et 132 prisonniers, plus 75 internés. Un très lourd bilan donc pour les Américains, comme le rappellent les cinq Medal of Honor distribuées au cours de cette mission (le plus grand nombre à ce jour) qui vit le plus gros taux de perte de l’USAAF.
Contrairement à ce qui fut dit[évasif], les défenses de Ploiești n’étaient pas si imparables. Rappelons que :
- ce dimanche, peu de personnel était à son poste ;
- le barrage de ballons n’était complet qu’aux trois-quarts, causant malgré cela 4 pertes ;
- la DCA manquait d’expérience lors de cette première bataille pour elle, causant quand même 20 pertes ;
- les chasseurs furent peu nombreux[17], à peine une trentaine sur la Roumanie, causant environ 10 pertes.

Le bilan aurait pu être bien plus lourd mais cette bataille fut une dure « épreuve », excessivement longue pour les équipages américains. Le caractère de cette mission fut exceptionnel.
Pour les forces de l’Axe, le bilan est lui aussi élevé : 7 avions détruits et 10 endommagés, en comptant les appareils bulgares et ceux basés en Grèce. Enfin, concernant les objectifs de la mission : deux raffineries ont été intégralement détruites, trois autres étant gravement endommagées. 78 victimes seront à déplorer en Roumanie, notamment dans l’incendie d’un pénitencier pour femmes touché par la carcasse d’un B-24 abattu. Si l’on considère les nombreuses difficultés posées par la mission, on peut bel et bien parler de succès américain même s’il fut cher payé. D’un côté comme de l’autre, cette mission apporta également de nombreuses leçons. Les Alliés allaient s’en souvenir lors de leur campagne de bombardements dans le même secteur l’année suivante tandis que les Allemands renforceront les défenses et mirent sur pieds des équipes de travailleurs chargés de reconstruire rapidement les installations détruites. De plus, de nombreux murs seront bâtis entre ces mêmes installations, pour limiter l’effet de souffle des bombes.
Les Allemands avaient la preuve que ce qu’ils redoutaient de longue date pouvait se produire et que leur approvisionnement était vulnérable. Adolf Hitler avait engagé ses forces dans les opérations Maritsa et Merkur dans le but de protéger les champs pétrolifères roumains contre toute action des Alliés.
Enfin, l’as de l’aviation roumaine Constantin « Bâzu » Cantacuzino mit en place un réseau pour prendre en charge les aviateurs américains abattus en Roumanie et les faire passer en Turquie. Il bénéficia de la discrète protection du roi Michel Ier et du gouverneur militaire de Bucarest, Constantin Sănătescu, qui fournirent par ailleurs des moyens de communication et une garde à la mission clandestine inter-Alliée (mission « Autonomous » du SOE) parachutée en 1944 en Roumanie : les Roumains, réalisant leur propre vulnérabilité et anticipant leur passage aux Alliés (qui se produisit le 23 août 1944) cherchèrent, eux aussi, à favoriser les Alliés occidentaux avant que l’Armée rouge n’envahisse leur pays.